# Kay Curram
Kay Curram (Londres; 1974) es una actriz inglesa conocida por haber interpretado a Cordelia en la obra King Lear.

## Biografía
Es hija del actor Roland Curram y de la fallecida actriz Sheila Gish, tenía una hermana mayor la actriz Lou Gish. Sus padres se divorciaron y su madre se casó con el actor Denis Lawson, mientras que su padre salió del clóset poco después. En marzo de 2005 su madre murió luego de perder su batalla en contra del cáncer facial y un año después en febrero de 2006 su hermana murió también víctima de cáncer.
Kay sale con el actor Jason Thorpe, la pareja le dio la bienvenida a su primer hijo Joseph Thorpe en 2001.

## Carrera
En 1999 interpretó a la señorita Grace en un episodio de la tercera temporada de la serie Microsoap e interpretó a Louise en el segmento "Bone" de la película dramática Tube Tales.
En 2007 apareció como invitada en la serie Trial & Retribution donde interpretó a Janice Longay.
En 2008 apareció en el cortometraje The Bent Penny donde interpretó a la femme fatal Samantha.

## Filmografía
- Series de Televisión.:

| Año  | Título              | Personaje     | Notas                               |
| ---- | ------------------- | ------------- | ----------------------------------- |
| 2007 | Trial & Retribution | Janice Longay | episodio "Curriculum Vitae: Part 1" |
| 2005 | Wire in the Blood   | Fiona         | episodio "Nothing But the Night"    |
| 1999 | Microsoap           | Miss Grace    | episodio # 3.3                      |

- Películas.:

| Año  | Título         | Personaje | Notas                                                                       |
| ---- | -------------- | --------- | --------------------------------------------------------------------------- |
| 2008 | The Bent Penny | Samantha  | corto - junto a Olegar Fedoro, Simon Poland & Toby W. Davies                |
| 1999 | Tube Tales     | Louise    | junto a Corrinne Charton, Joe Duttine, Douglas L. Mellor & Nicholas Tennant |

- Departamento de Vestuario.:

| Año  | Título                 | Notas                              |
| ---- | ---------------------- | ---------------------------------- |
| 1998 | A Respectable Trade    | miniserie - assitente de vestuario |
| 1996 | Witness Against Hitler | película - asistente de vestuario  |
| 1995 | The Affair             | película                           |

- Teatro.:

| Año  | Obra      | Personaje        | Director (a)   | Teatro                 | Notas                                                |
| ---- | --------- | ---------------- | -------------- | ---------------------- | ---------------------------------------------------- |
| 2005 | King Lear | Cordelia         | Steven Pimlott | Minerva Studio Theatre | junto a David Warner, Richard O'Callaghan & Lou Gish |
| 2005 | 5/11      | Lizzie Monteagle | -              | -                      | -                                                    |